# Tympanocryptis fortescuensis
Tympanocryptis fortescuensis — вид ігуаноподібних ящірок родини агамових (Agamidae). Ендемік Австралії. Описаний у 2015 році.

## Поширення і екологія
Tympanocryptis fortescuensis мешкають на південному сході регіону Пілбара у Західній Австралії. Вони живуть в глинистих пустелях, порослих чагарниками мульги.